# Карпатський трамвай
Ви́годська вузькоколі́йна залізни́ця (сучасна рекламна назва — Карпа́тський трамва́й) — мережа гірських вузькоколійних ліній (ширина колії — 750 мм) в Українських Карпатах — поблизу смт Вигода Долинського району Івано-Франківської області. Побудована в XIX столітті для вивозу деревини з гір.
На 2018 рік лишилося близько 7 км колії, що використовувалась, діє і за первісним призначенням, і як туристичний маршрут.

## Історія
У другій половні XIX століття почався інтенсивний розвиток промисловості у Австро-Угорщині, зокрема й у Галичині. В Українських Карпатах зріс обсяг вирубування дерев і постачання деревини в усі регіони імперії. Тому виникла потреба у вдосконаленні методів її транспортування.

### Лінія вздовж Мізуньки
1890 року власником місцевих лісопилень бароном Леопольдом Поппером фон Подгарі було збудувано вузькоколійну залізницю завдовжки 3 км від Вигоди до тартаку в Старому Мізуні. Громада села Старий Мізунь не дозволила будувати залізницю лівим берегом, де були сільські городи, тому колію проклали правим. Спочатку використовували кінну тягу, а на початку ХХ століття перейшли на парову.

Дрезина з пасажирами

Перед Першою світовою війною барон Поппер продав вузькоколійку британському акціонерному товариству «Сільвінія». 19 лютого 1918-го краківська фірма «Фальтер і Даттнер» почала проектування продовження залізниці зі Старого Мізуня далі долиною Мізуньки. Роботи закінчилися 1920 року. Головну лінію продовжили до урочища Соболь, також були збудовані відгалуження.
Окрім основного призначення — перевезення деревини, лінію використовували у туристичних цілях. У тогочасній пресі час від часу навіть з'являлися відповідні рекламні повідомлення.
Лісоруби найчастіше виїздили на лісозаготівлю в понеділок вранці, а поверталися додому в п'ятницю увечері. Проте кожної середи до них залізницею приїздили їхні дружини.
Перед Другою світовою війною «Сільвінія» планувала будувати ширококолійну залізницю як продовження «Карпатського трамваю» через Торунський перевал до Хуста. Проте цей проект не був реалізований через відсутність коштів.

### Лінія вздовж Свічі
1913 року німецька компанія «Оренштайн і Коппель» (нім. Orenstein & Koppel) почала будівництво другої вузькоколійки в долині річки Свіча завдовжки 21 км. Вона пролягла від Вигоди до Людвиківки. 1914 року, через початок Першої світової війни будівництво зупинилося. 1936 року лінію продовжили — вона розгалужилась і відтак закінчувалася станціями Бескид і Свіча (поблизу теперішньої межі Івано-Франківщини та Закарпаття).
1939 року лінія мала довжину 65 км. Потяг вирушав із Вигоди о 8:45 і прибував на станцію Свіча о 10:30; вирушав зі Свічі о 16:30 і прибував у Вигоду о 18:00. Курсував лише у робочі дні. Швидкість руху становила близько 25 км/год.

### Об'єднання ліній
Після Другої світової війни для відновлення шахт Донбасу потрібно було багато деревини. Тоді поблизу Вигоди її заготовляли щорічно по 700 тис. м2. В цей час дві вузькоколійки об'єднали в одну, почали активне будівництво відгалужень. Довжина „Карпатського трамваю“ сягнула 180 км. Використовували паровози типу «ГР» і вагони «Ваймер».
У 1970–1980-х обсяг лісозаготівель знизився, залізниця почала занепадати. На початок 1990-х довжина колій становила 135 км. Сильні повені 1998 року знищили половину колії.
З 2000 лінію вздовж Мізуньки експлуатують за первісним призначенням. Нею регулярно курсують вантажний потяг і потяг, що перевозить лісорубів.

### Туристичний маршрут
«Карпатський трамвай» експлуатує компанія «Уніплит». З 2004 року його використовують і в туристичних цілях. З навколишніх міст до станції курсують туристичні автобуси зі Львова, Моршина, Трускавця тощо. Зазвичай перед поїздкою у кафе поблизу можна замовити їжу, яку доставляють до кінцевого пункту — покинутої бази відпочину «Джерело». На території колишньої бази відпочинку для туристів працюють кіоски з сувенірами, кафе і встановлено дерев'яні столики із дахами.

## Сучасний стан
Довжина рейки полотна „Карпатського трамваю“ становить 7 м, висота — 8 см; вага однієї рейки — 85,4 кг. Ширина колії — 750 мм. На пару рейок припадає 11 шпал.
Парк Карпатського трамваю сьогодні складається з автомотриси ТУ6П-0037, двох пасажирських вагонів і відкритої платформи. Сучасний маршрут пролягає від селища Вигода через лісоділянку та селище лісорубів Міндунок (Солотвинський) до урочища Сенечів (поблизу села Сенечів), проходячи понад річкою Мізунька.
Поблизу виїзду з містечка Вигода встановлено пам'ятник „Карпатському трамваю“ — паровоз ВП-4 випуску 1948 року (саме такий раніше працював на лінії).
Нині[коли?] з двох гілок у робочому стані залишається одна — в напрямку с. Мізунь. В напрямку с. Мислівка рейок практично вже немає — розібрали та здали на металобрухт. Занепад вузькоколійки стався через роздріблення лісогосподарств теперішнім керівництвом і перехід на вивезення лісу вантажівками, що сильно шкодить довкіллю, зокрема річкам і потокам[джерело?]. Залишки довоєнних рейок можна знайти в глухих закутках біля урочища Кругла Млака.

## Центр спадщини Вигодської вузькоколійки
У Вигоді створено Центр спадщини Вигодської вузькоколійки. Це перший в Україні унікальний інтерпретаційний візит-центр історичної та природної спадщини, який в інтерактивній формі знайомить відвідувачів з минулим та сучасним бойківського краю. Місцева атракція приваблює туристів не лише з усієї України, але й з-за кордону.

### Історія Центру
Центр спадщини Вигодської вузькоколійки був створений у 2015 році Туристичною асоціацією Івано-Франківщини (ТАІФ) в рамках проєкту «Карпатські вузькоколійки» Програми транскордонного співробітництва ЄІСП «Угорщина-Словаччина-Румунія-Україна» за співфінансування Європейського Союзу та місцевої влади. Центр спадщини розташований у найстарішій будівлі Вигоди, спорудженій у 1855 році. Це колишня резиденція австрійського барона Леопольда Поппера фон Подгарі, який у 1873-му році заснував Вигодський тартак. Був час, коли цей будинок приймав гостей чи слугував штаб-квартирою для військових. У радянський період будівля була сільським клубом, потім впродовж кількох десятків років використовувалася частково, у ній знаходилася селищна бібліотека.

### Експозиція
У виставковій зоні використано сучасні аудіо-візуальні презентаційні технології та інтерактивні інтерпретаційні об'єкти, що допомагають пізнати історію вузькоколійної залізничної дороги, традиційних лісорубних промислів, бойківської культури та ремесел, пов'язаних з деревом, а також розповідають про місцеву економіку, що базується на використанні природних ресурсів. Цей центр відрізняється від звичайного музею тим, що торкатися руками у ньому можна (і навіть треба) до всіх експонатів, адже вони зроблені у формі ігор, завдань, на які потрібно знайти відповіді.

### Робота Центру
У кінозалі транслюється спеціально створений в рамках проєкту багатомовний фільм (є версії українською, англійською, російською, польською та німецькою мовами) про історію місцевості. На базі Центру спадщини створено еко-школу, розроблену на основі природничих шкіл Фінляндії Еко-школа розрахована на учнів віком 11-17 р. Центр спадщини Вигодської вузькоколійки виконує також роль центру туристичної інформації.

## Цікаві факти
- 16 липня 2011 український стронґмен Назар Павлів протягнув у Вигоді „Карпатський трамвай“ вагою 45 тонн (тепловоз і три вагони з пасажирами) на відстань 12м 87 см за 1 хв. 1 с., встановивши таким чином новий рекорд України.

## Галерея

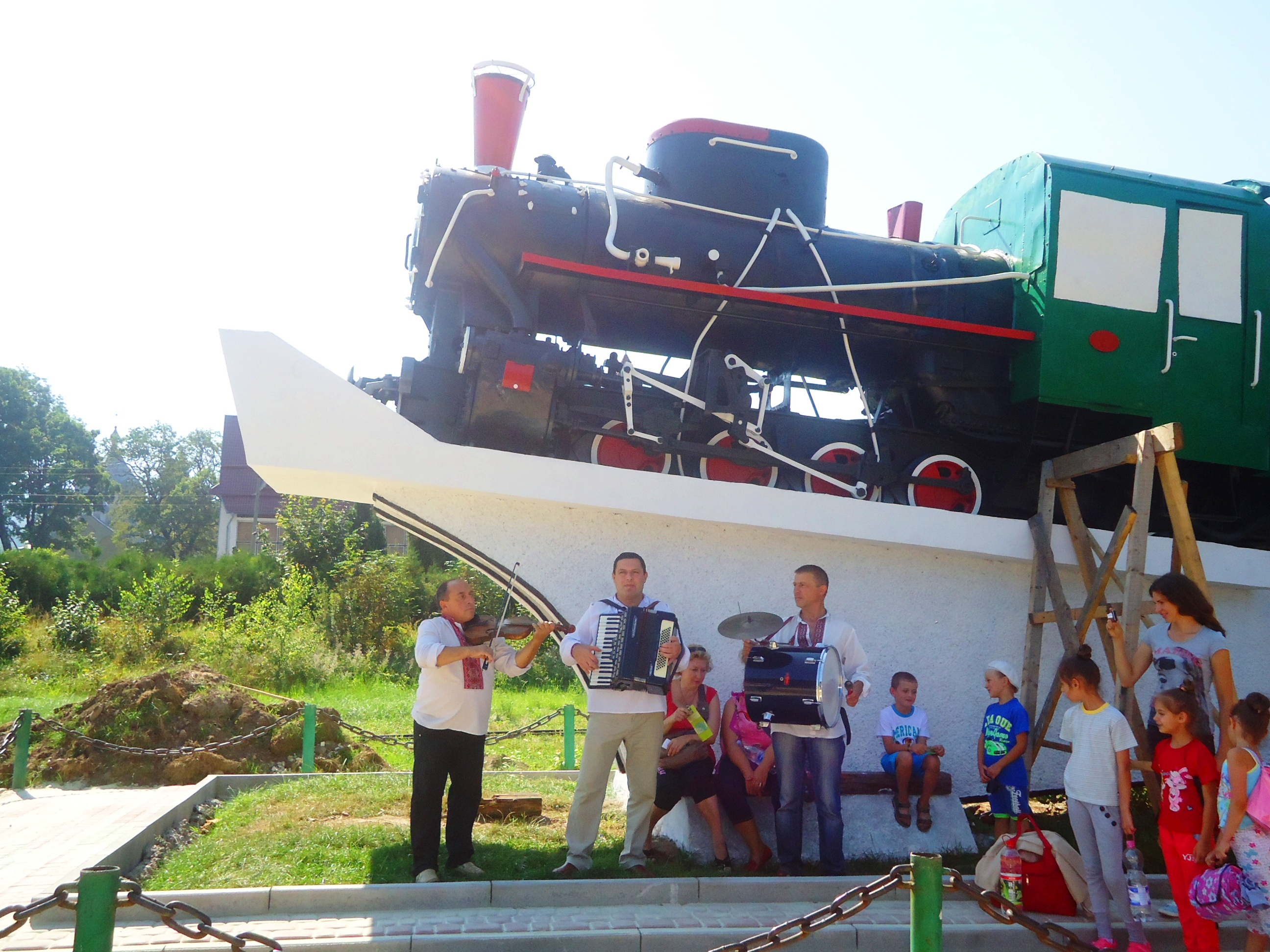
Музики, які супроводжують екскурсію (2015)
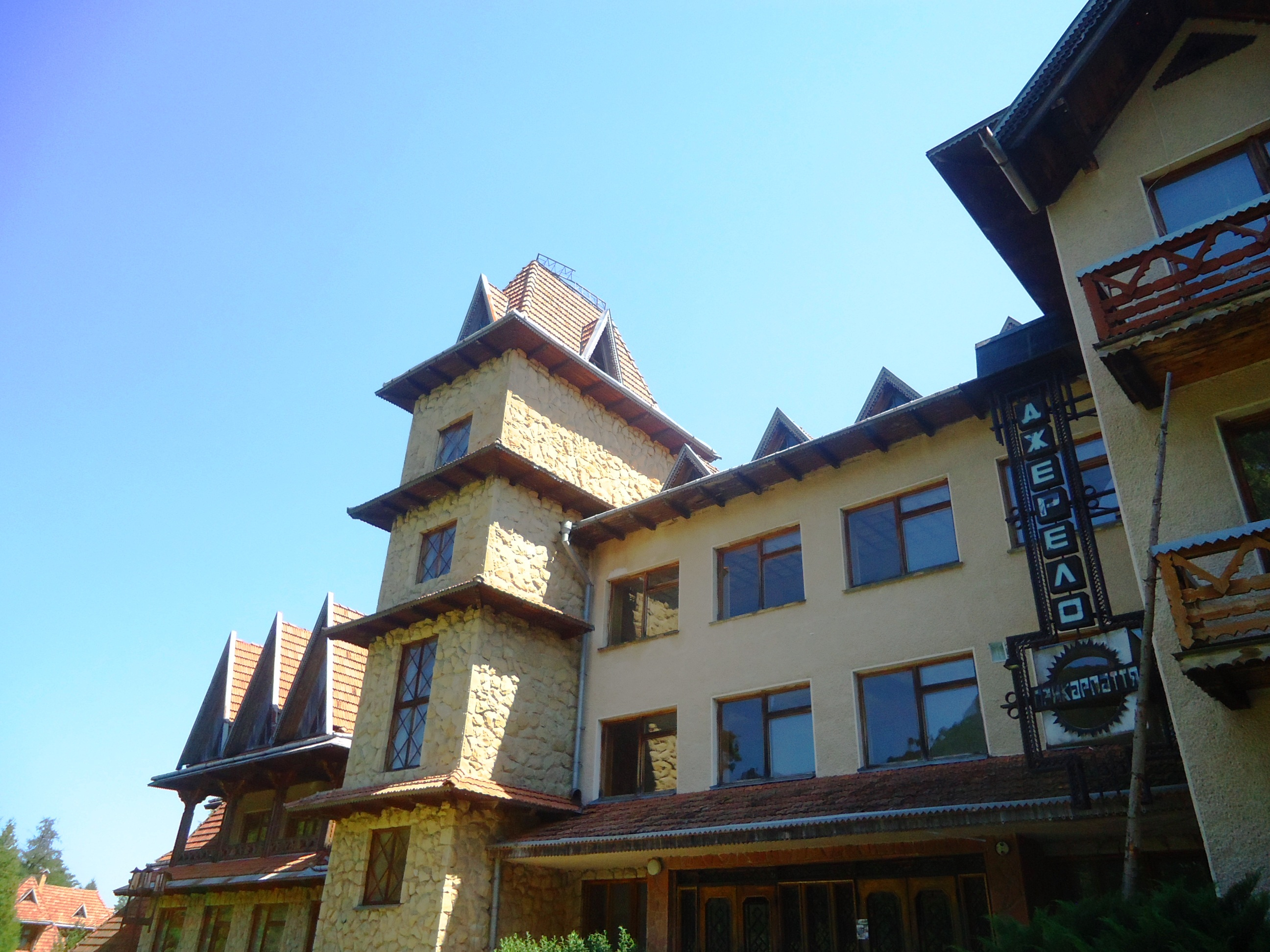
Санаторій «Джерело Прикарпаття» — одна з зупинок трамваю
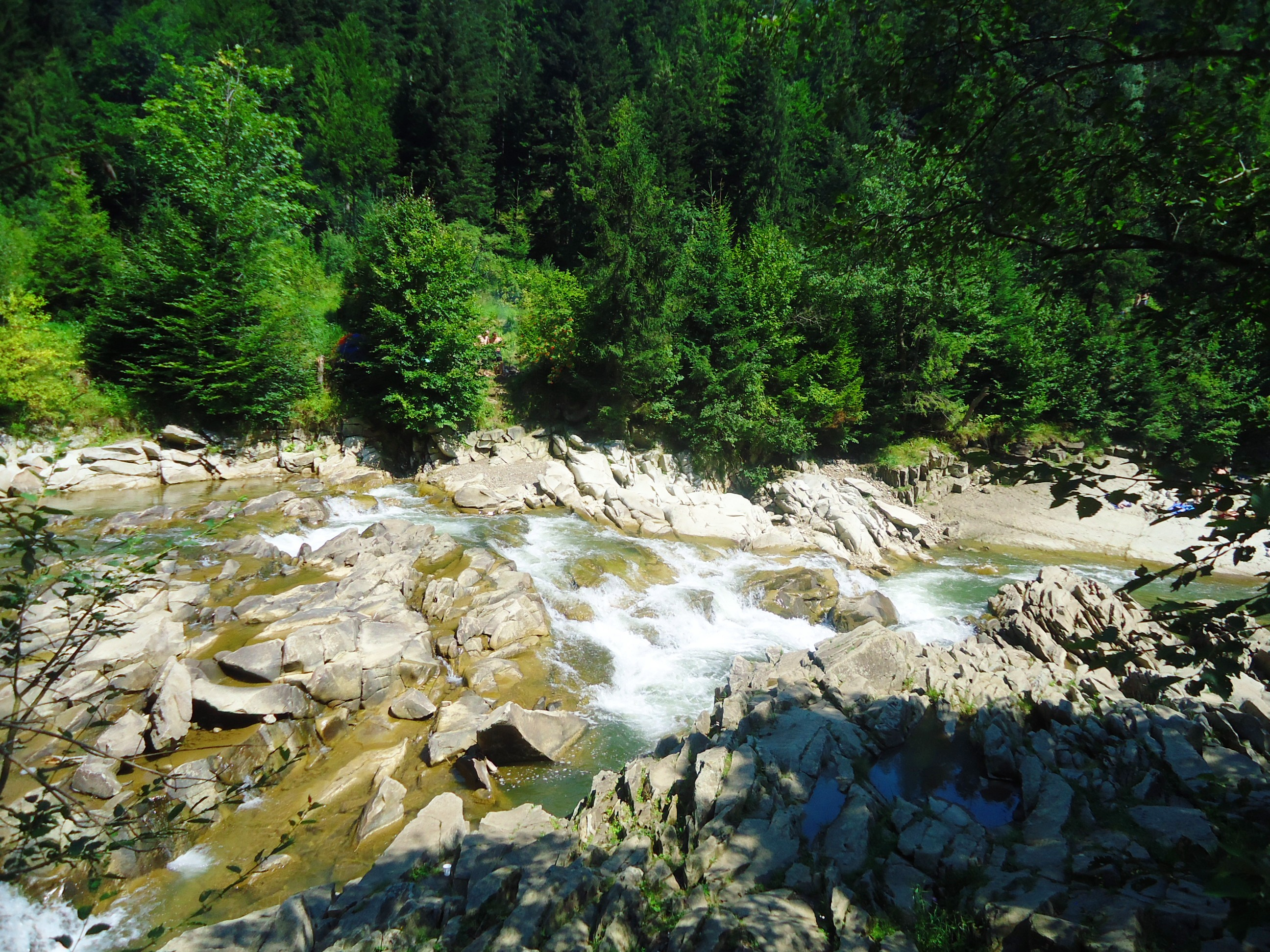
Мізунські пороги — кінцева зупинка стандартного маршруту трамваю
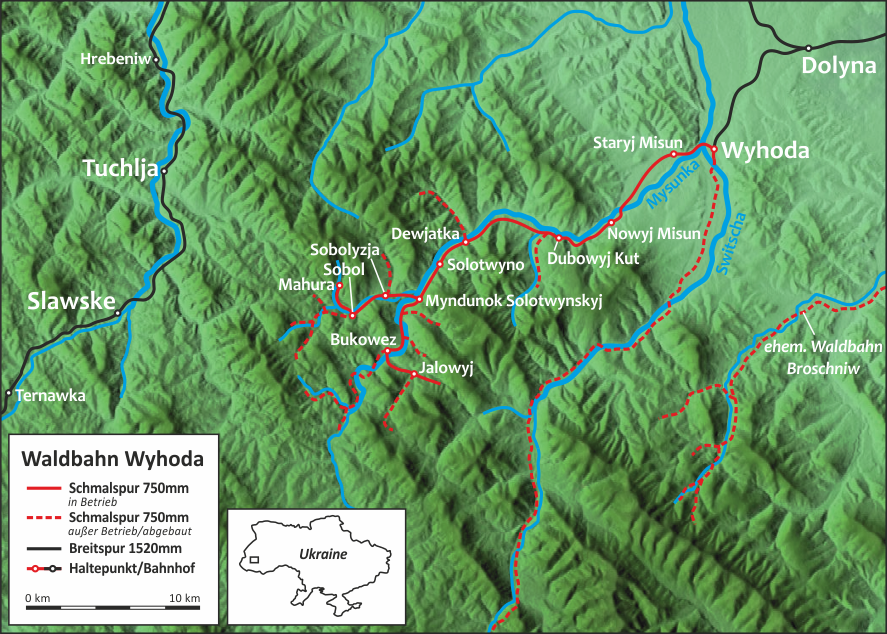
Залізниця на мапі
Інтер'єр вагона
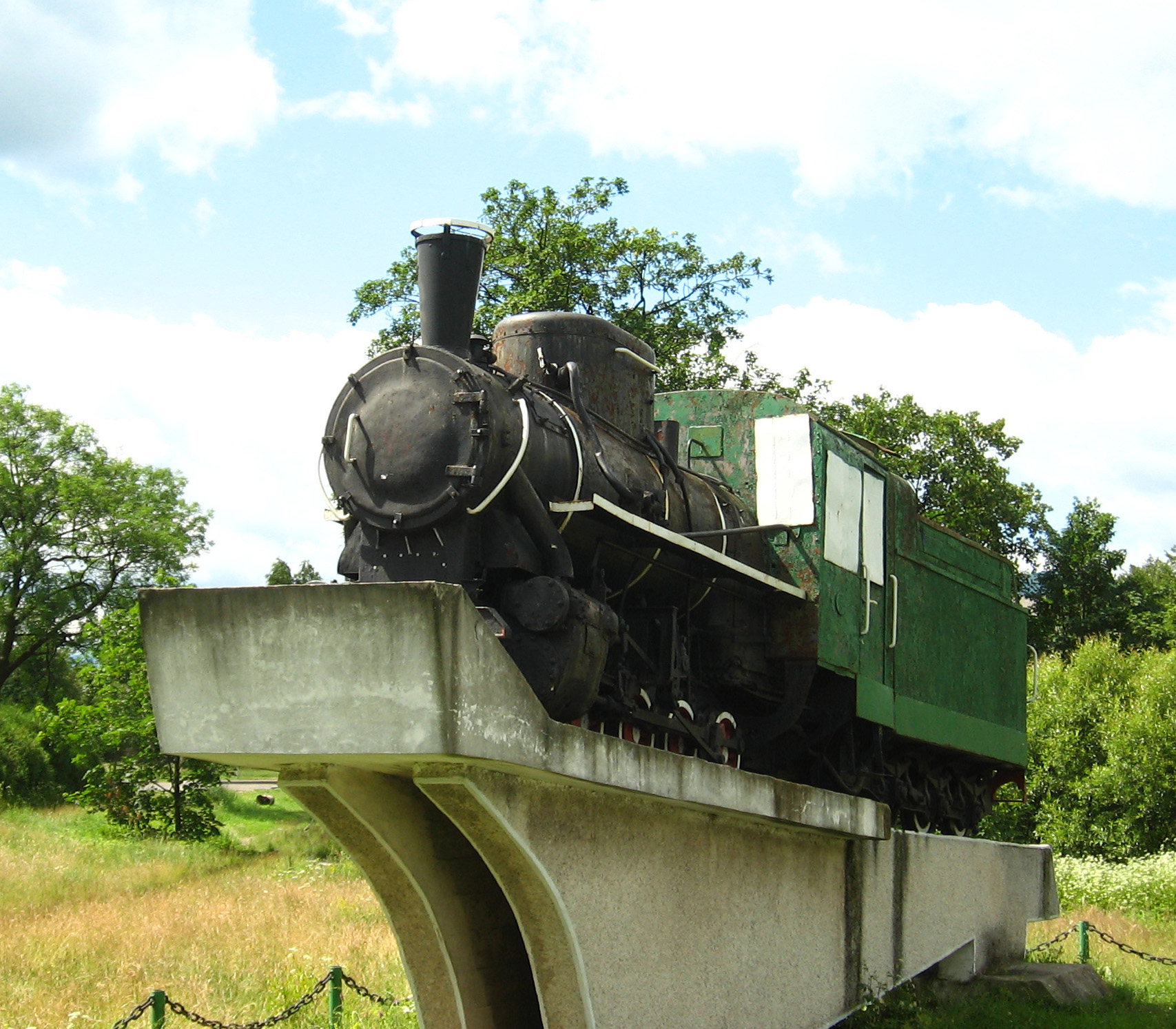
Пам'ятник паротягу
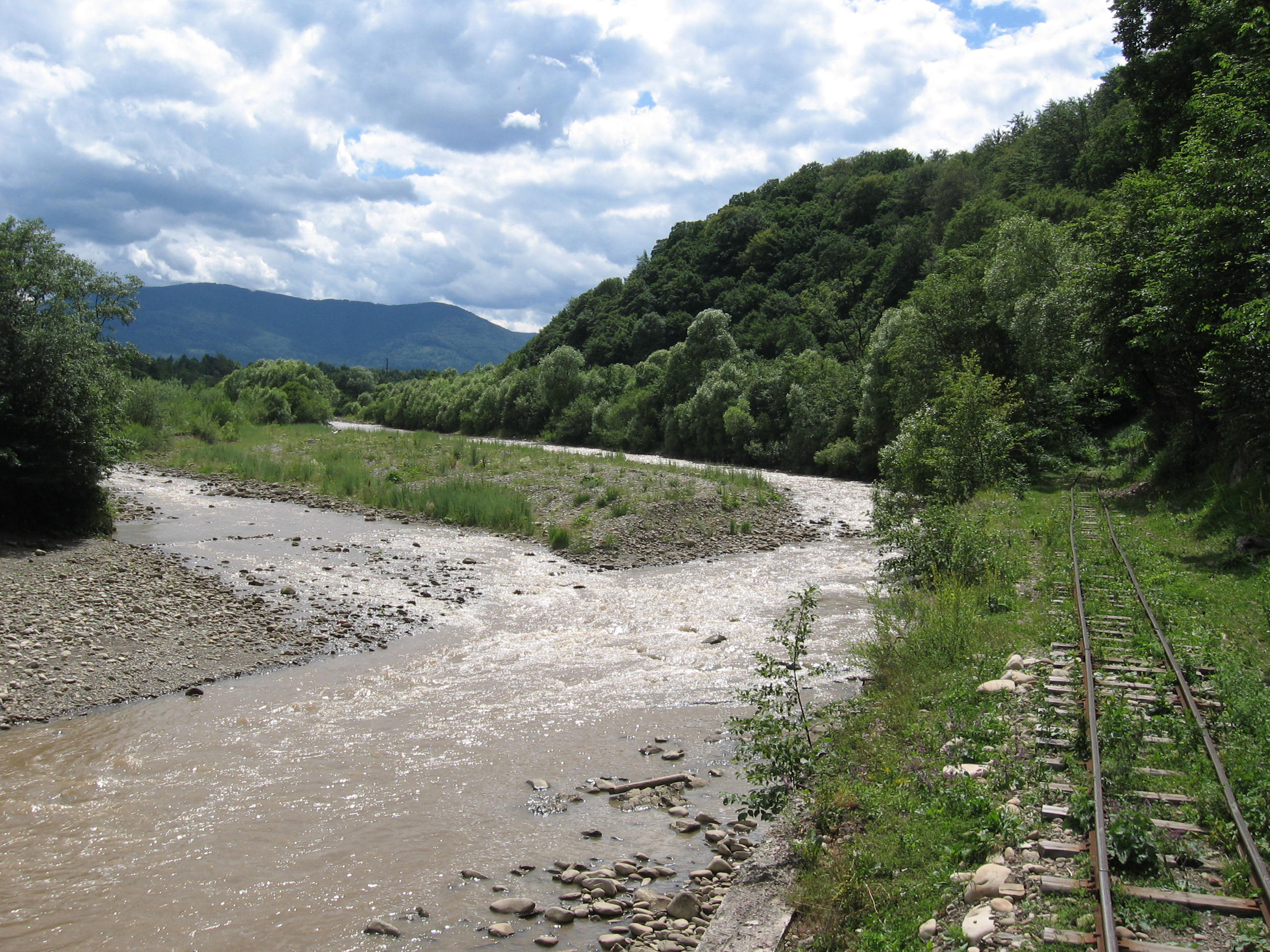
Колія біля річки Свічі
В смт Вигода